# Just as I Am (álbum de Guy Sebastian)
«Just as I Am»—en español: «Tal como soy»— es el álbum debut del ganador de la primera etapa de Australian Idol „Guy Sebastian“ lanzado a finales del año 2003 por el sello discográfico Sony Music BMG Australia. Este álbum tiene material de música pop y de música R&B.
Guy Sebastian coescribió tres de las canciones en el álbum como el sencillo "All I Need Is You", "I 4 U" y "Something Don`t Feel Right". En palabras del cantante dice que: —"Creo que la credibilidad en tener su propio material que hace como un artista de la credibilidad es lo que siempre he luchado y yo no podía imaginar que mi primer disco no tener una de mis canciones..."—
El álbum también contiene versiones de "What a Wonderful World" de Louis Armstrong, "Can You Stand The Rain" de New Edition y "When Doves Cry" de Prince.

## Información del álbum
El primer sencillo del álbum, "Angels Brought Me Here", debutó en el número uno que estableció un récord para la primera semana de ventas único para un debut de un artista australiano y fue el más vendido solo en Australia en 2003. "Angels Broyght Me Here" pasó a ganar cuatro acreditaciones de platino y ganar el Aria de 2004 por mayores ventas solo La canción también alcanzó el número 1 en cuatro países de Asia y Nueva Zelanda. En enero de 2010 se anunció como la canción más vendida de la década anterior por ARIA, por delante de la versión de la cubierta Anthony Callea de "The Prayer".
Just As I Am fue lanzado en diciembre de 2003 y debutó en el número uno en las listas de álbumes de Australia vendiendo 163.711 copias en su primera semana. Esta sigue siendo la segunda más alta jamás una semana de ventas para un álbum en la historia gráfica Aria. Just As I Am se convirtió en el quinto más alto álbum más vendido en Australia en 2003, dentro de tres semanas de su lanzamiento. Alcanzó el platino 6x, y, finalmente, se vendieron más de 480.000 unidades. Que recibió una nominación para el álbum más vendido en el 2004 los Premios ARIA. Just As I Am # 28 lugares en la lista ARIA de las más altas álbumes más vendidos de la década pasada, la entrada más alta novena para un artista australiano, y el más alto para un concursante Australian Idol. El segundo single "All I Need Is You " también debutó como número uno en las listas australianas y fue platino acreditados. Just as I Am también fue lanzado en Nueva Zelanda, donde alcanzó el # 3 y logrado la acreditación doble disco de platino.

## Lista de canciones
1. "Angels Brought Me Here" (Jörgen Elofsson, John Reid)
2. "So I" (Jamie Jones, Jack Kugell, Jason Pennock)
3. "Can You Stand the Rain" (James Harris III, Terry Lewis)
4. "No One Can Compare (to You)" (Jones, Charles Kember, Kugell, Monty Neuble, Pennock)
5. "All I Need Is You" (Guy Sebastian, Adam Reily, Alun Firth)
6. "What a Wonderful World" (Bob Thiele, George David Weiss)
7. "My Beautiful Friend" (Adam Reily)
8. "Something Don't Feel Right" (Guy Sebastian, Alexander Laurie, Adam Reily)
9. "When Doves Cry" (Prince)
10. "Just as I Am"
11. "3 Words" (Adaamick Mendoza)
12. "I 4 U" (Guy Sebastian, Gary Pinto)

## Posicionamientos
ARIA and RIANZ Charts 
| Año  | Chart       | Posición | Certificación |
| ---- | ----------- | -------- | ------------- |
| 2003 | Australia   | 1        | 6x platinum   |
| 2003 | New Zealand | 3        | 2x platinum   |

ARIA End Of Year Chart 2003
| Overall rank on Chart | Australian Artist rank |
| --------------------- | ---------------------- |
| 5                     | 3                      |

ARIA End Of Decade Chart (2000/2009)
| Overall rank on Decade Chart | Australian Artist rank |
| ---------------------------- | ---------------------- |
| 28                           | 9                      |